# Planta central

Planta central de l'Església de la Vera Cruz (Segòvia). Es pot comprovar que la planta principal s'estructura en un polígon regular: un dodecàgon.

La planta central (denominada també planta centralitzada) és una tipologia de planta arquitectònica que acomoda l'espai interior d'un edifici en rotonda. La planta resultant sol posseir simetria puntual, o acostar-se a aquest model geomètric. Depenent de l'ús i de la complexitat de les estructures de l'edifici se solia emprar com planta figures geomètriques de planta que podrien ser polígons regulars. L'ocupació d'aquesta tipologia apareix fonamentalment als espais sagrats, espais que se solen rematar sovint amb cúpules de diversos tipus que mantenen la simetria puntual de la planta (construcció cupuliforme).

## Temples catòlics
En els temples en els quals se celebra la litúrgia catòlica es emprava inicialment la configuració de planta centralitzada. Disposició aquesta que permetia als fidels girar, o passejar, entorn d'un punt fix. Un exemple cristià inicial, que va servir de model, va ser la primitiva església del Sant Sepulcre.
En diverses esglésies del romànic existeixen aquest tipus de plantes. És freqüent l'ús de plantes amb polígons amb un nombre parell de costats. En el cas de l'arquitectura templària descrita per l'estudiós del segle xix, Eugène Viollet-li-Duc, el polígon habitual és el octògon (planta octogonal). En l'arquitectura catòlica el baptisteri, temple construït a les ciutats on habitaven els bisbes, sol emprar-se aquesta tipologia.
Els edificis catòlics van derivar finalment en la planta basilical (amb la introducció de naus), al segle xii ja era estrany l'ús d'aquest tipus de plantes centralitzades en l'arquitectura cristiana de l'època. És gairebé sempre un temple que s'assigna bé a l'Ordre del Tremp o als cavallers del Sant Sepulcre. Aquest tipus de plantes, una vegada caigut l'imperi romà, es va continuar en l'arquitectura romana d'Orient.

## Fortificacions militars
És la tipologia arquitectònica que s'estén a les mesquites. El temple musulmà destacat que posseeix aquest tipus de planta és la cúpula de la Roca.

## Ús habitual
Aquest tipus de plantes va ser molt habitual en l'arquitectura militar, una vegada que l'artilleria va començar a emprarse habitualement en els setges a castells o fortificacions diverses. Empleándose figures estavellades com a plantes amb l'objecte de poder minimitzar l'efecte devasador de l'artilleria sobre els paraments defensius formant tenalles.

## Galeria d'imatges

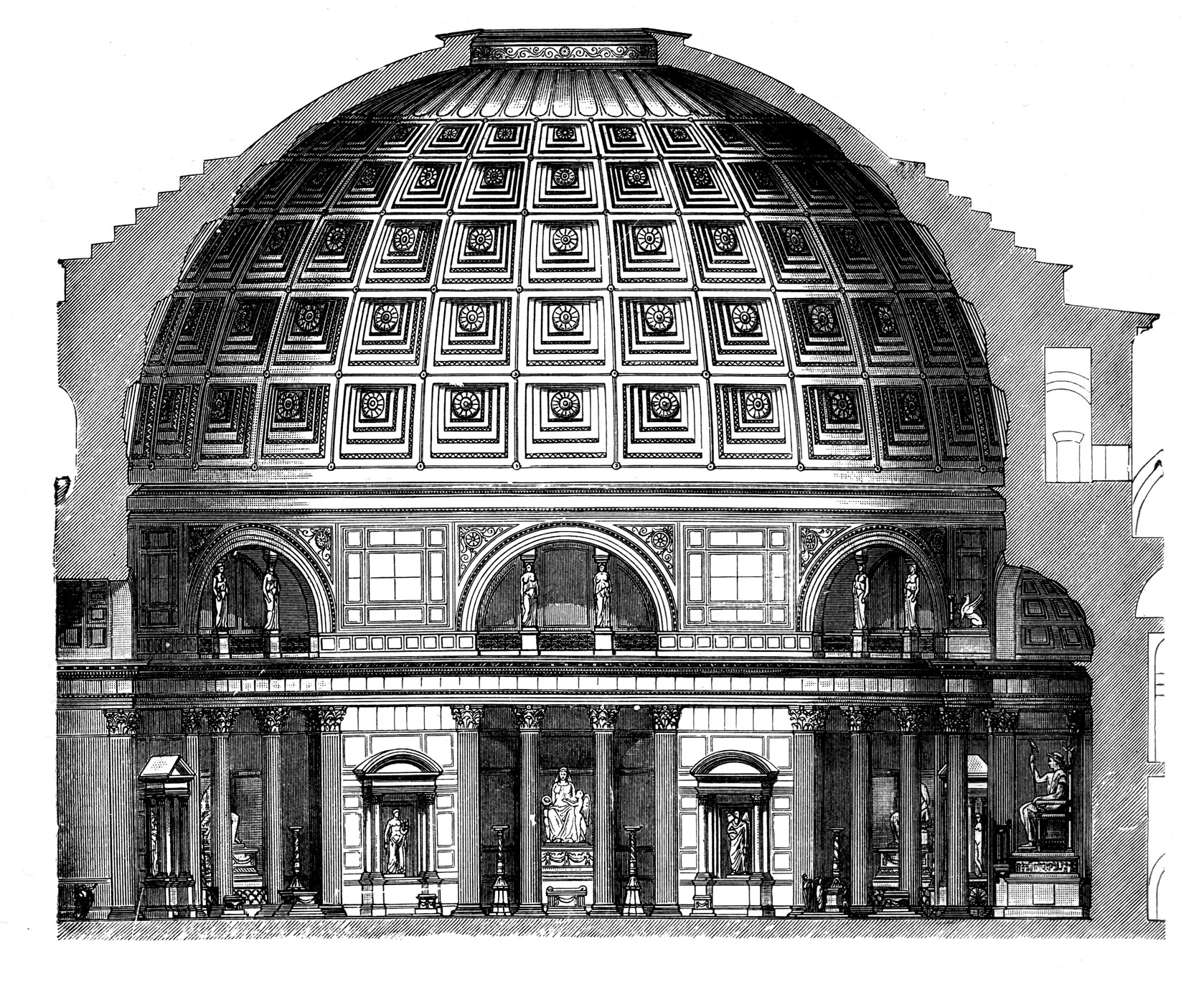
Secció transversal del Panteó de Roma (començament del segle II)
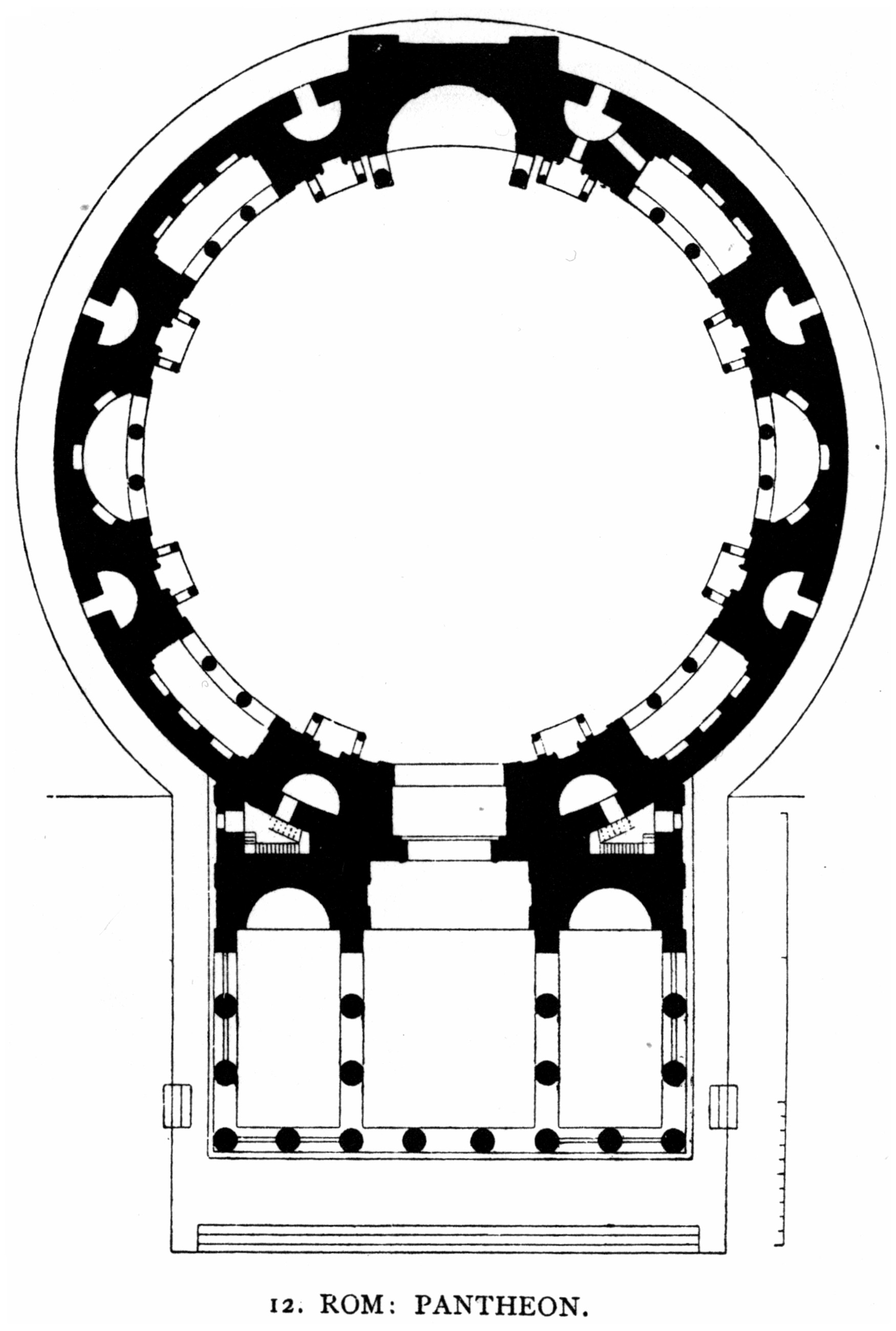
Planta del Panteó de Roma
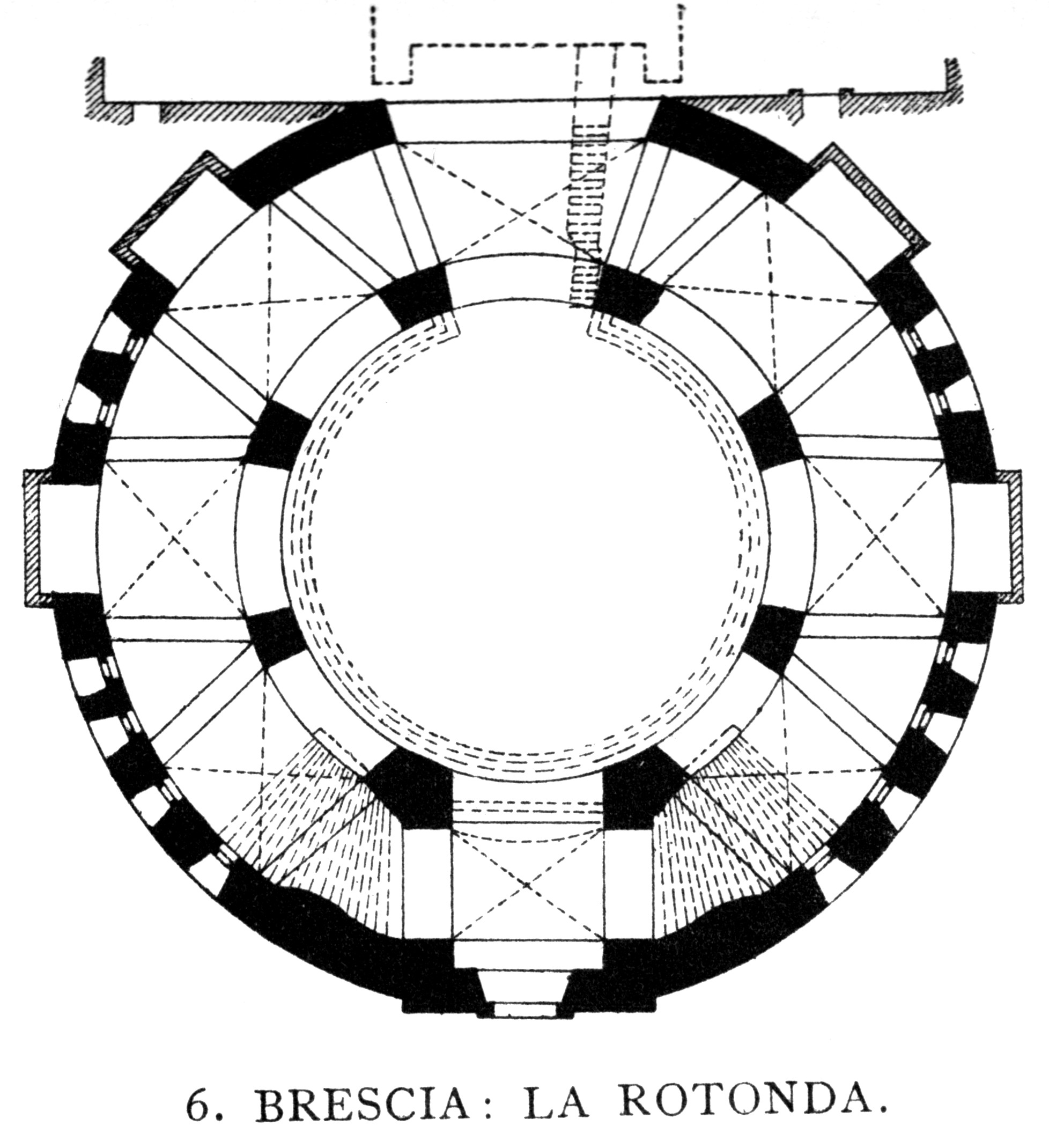
Brescia, Rotonda
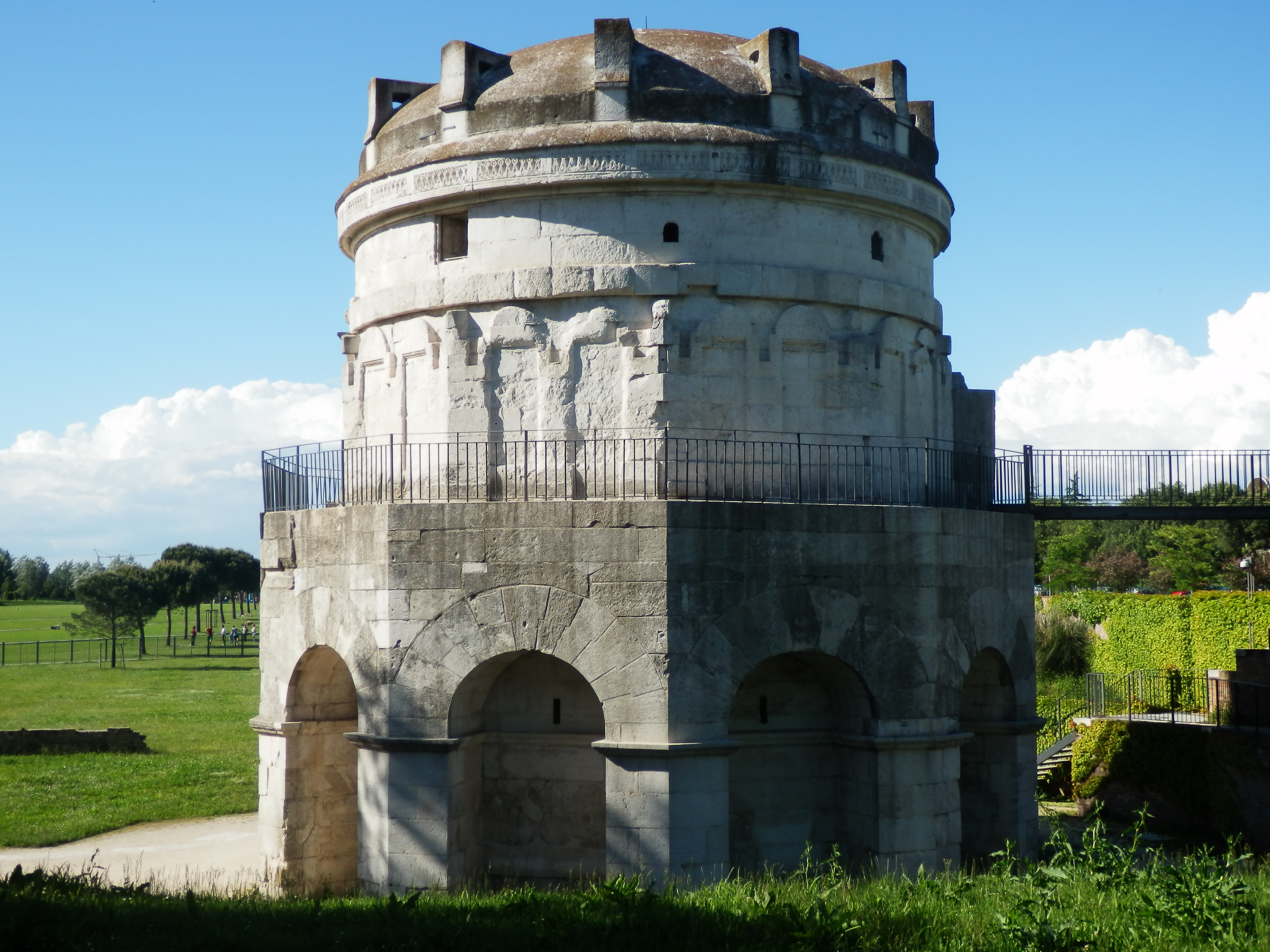
Mausoleu de Teodorico, Ravenna (520)
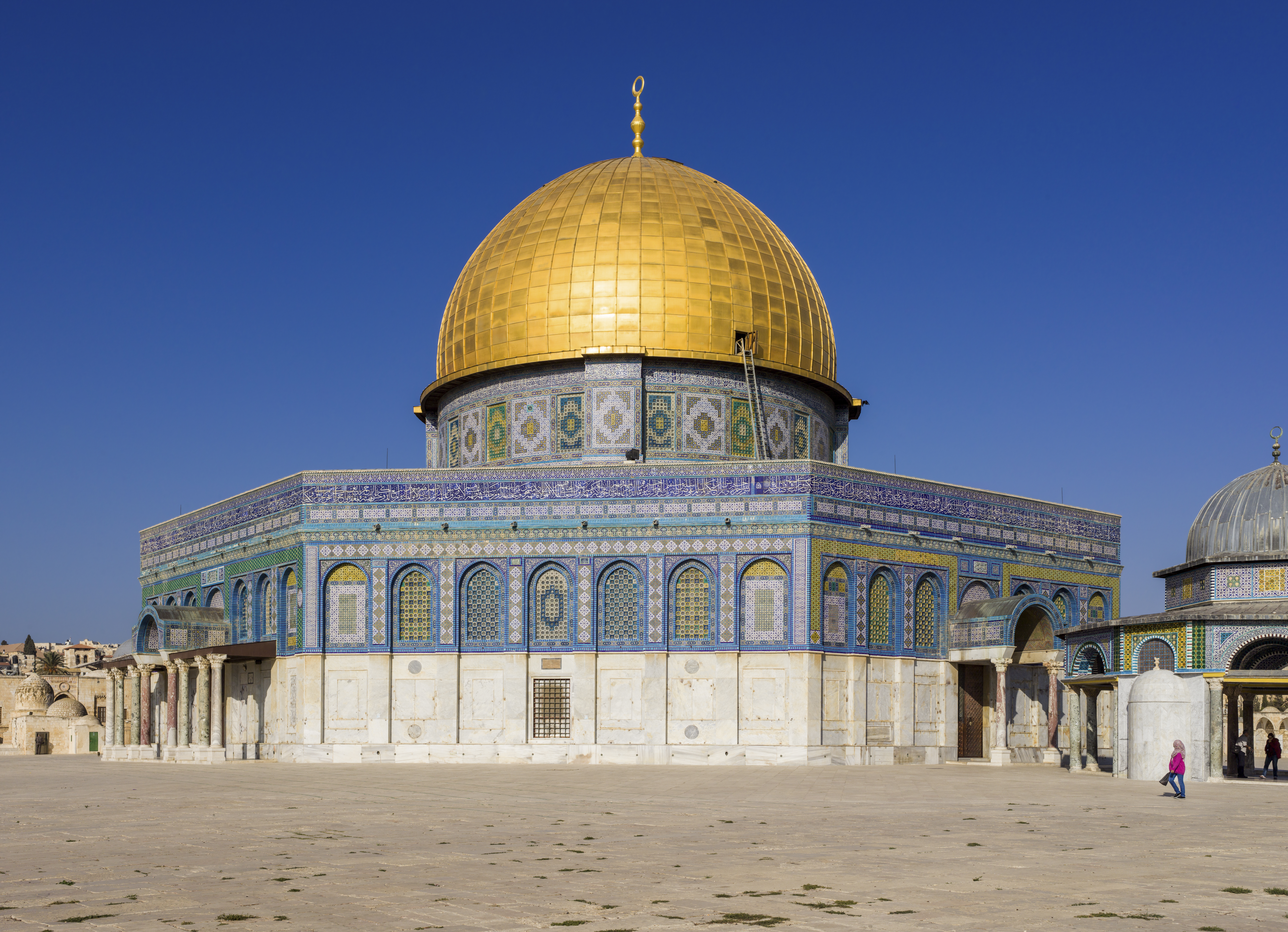
Octògon de la Capella palatina d'Aix-la-Chapelle de Carlemany (segle viii)
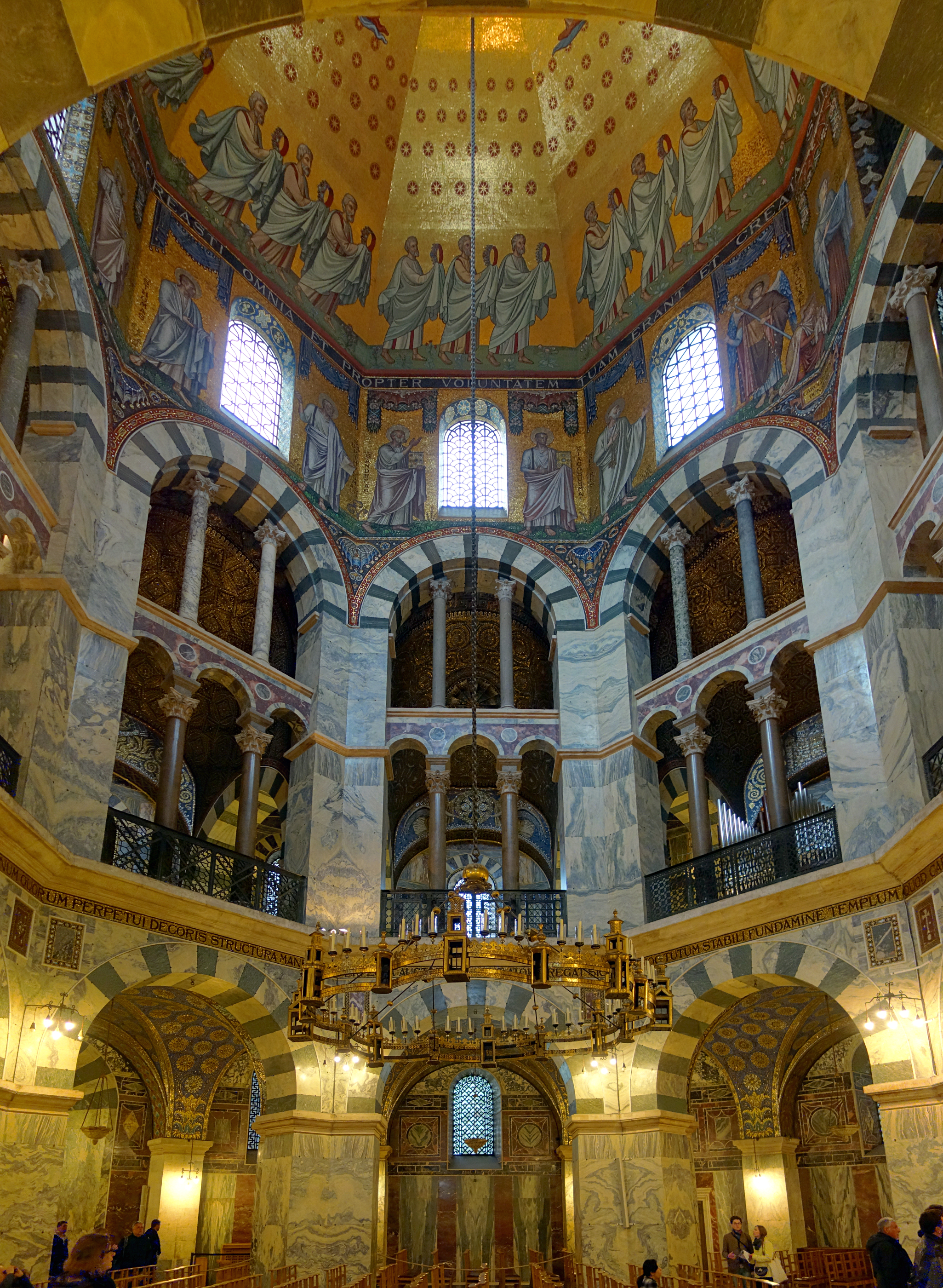

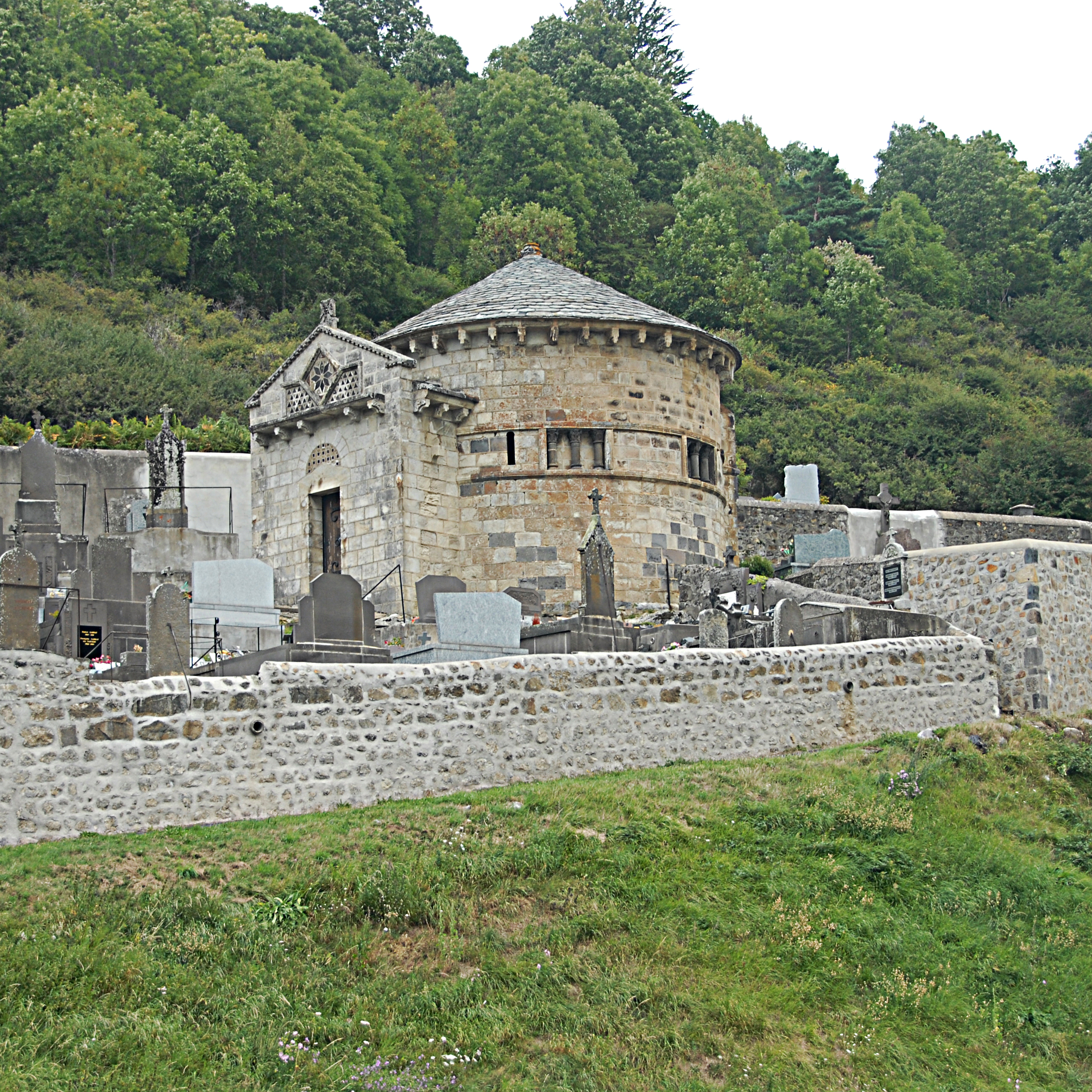
Capella funerària de Chambon-sud-Lac, França, segles X a XII
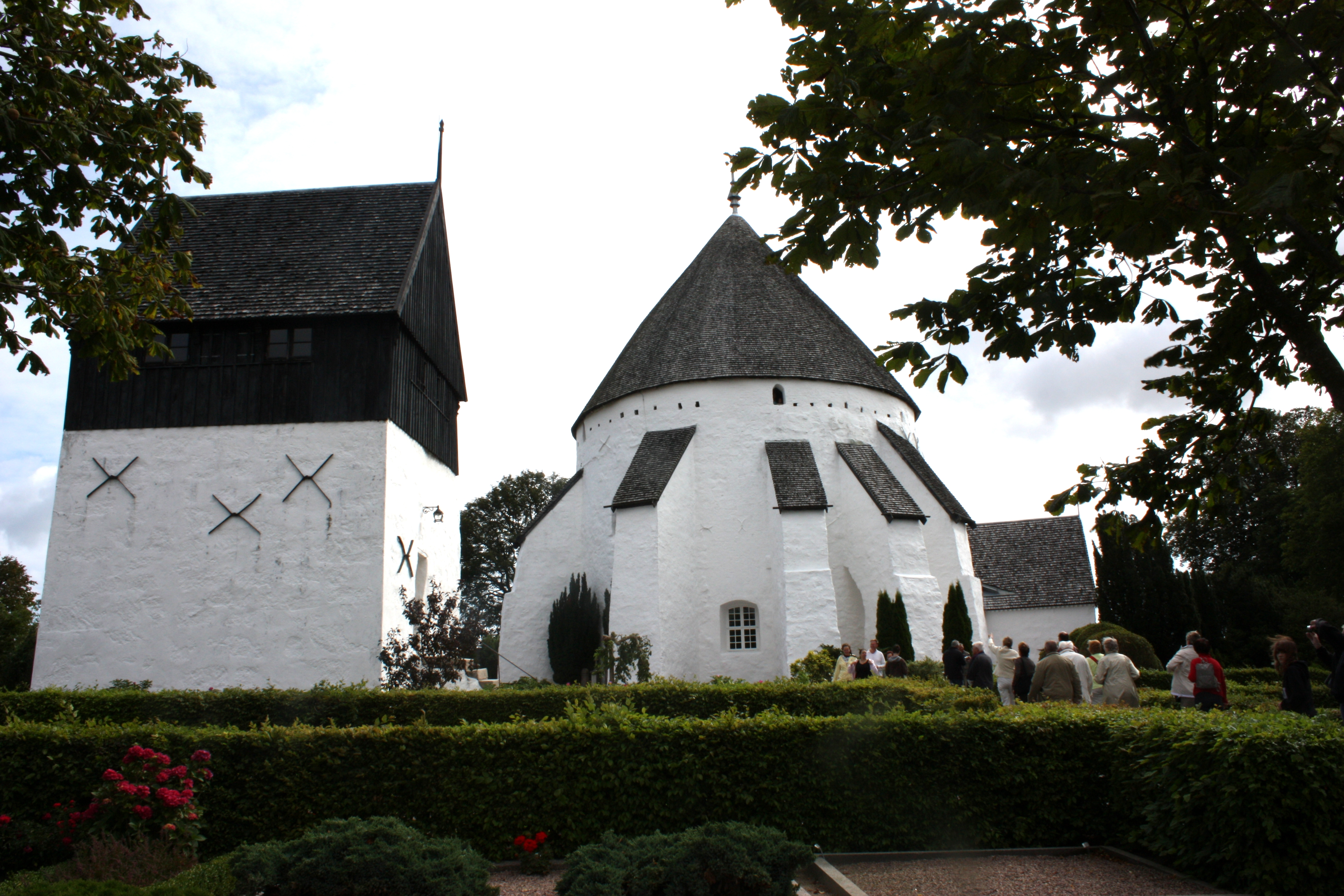
Nova església de Bornholm, segle XI
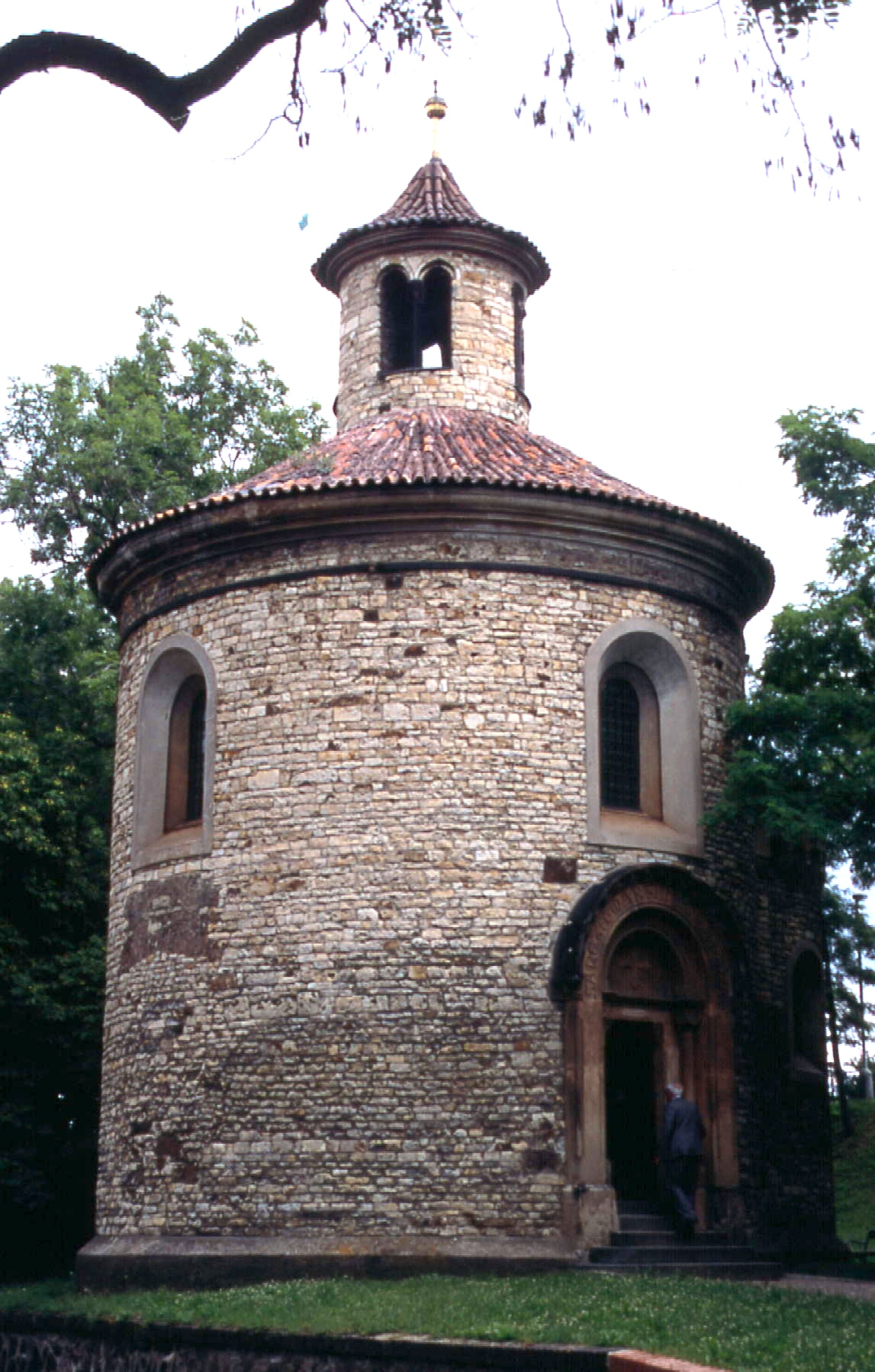
St.-Martins-Rotunde, Praga, (1080)
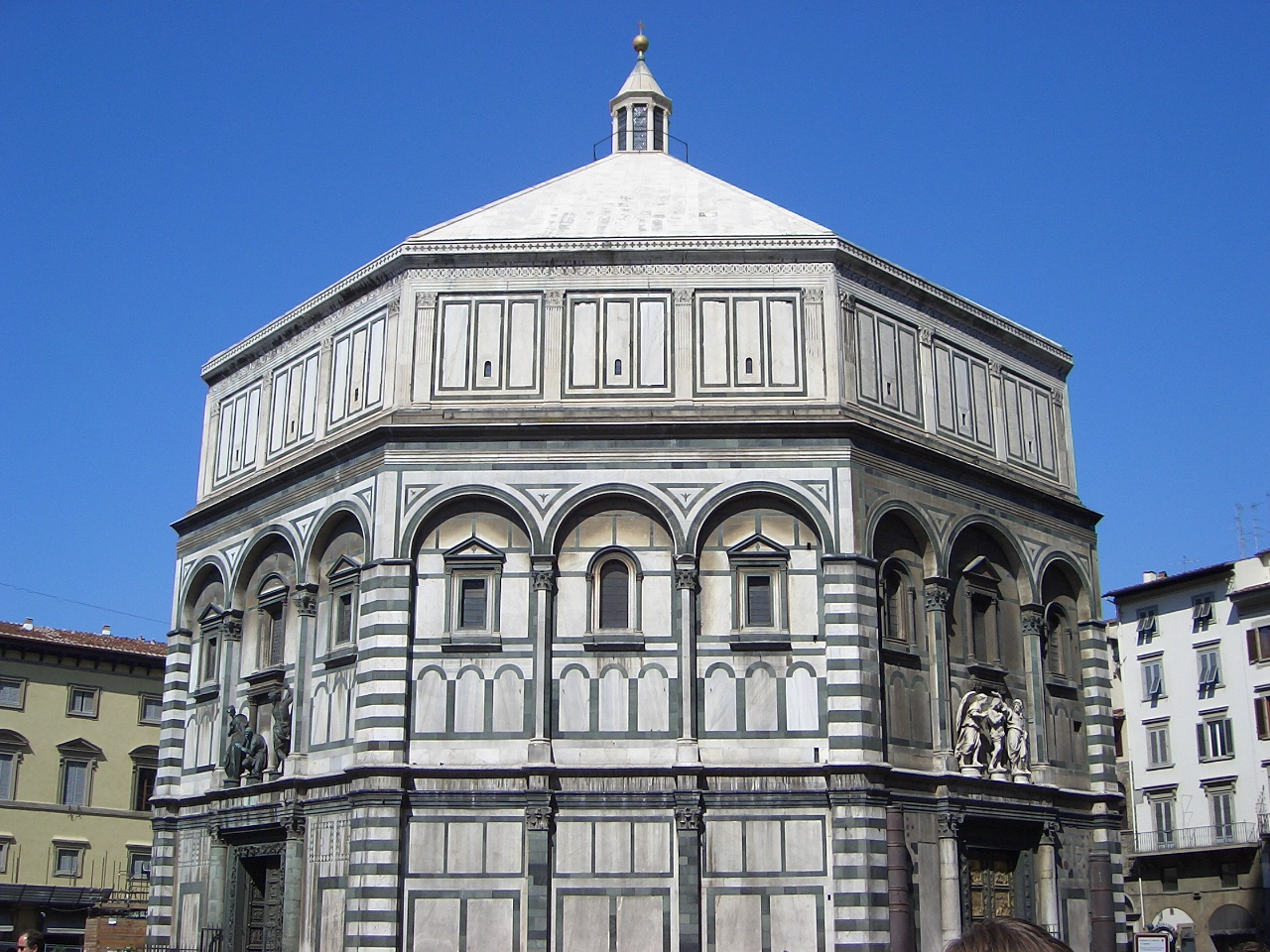
Baptisteri de Sant Joan (Florència) (1060)
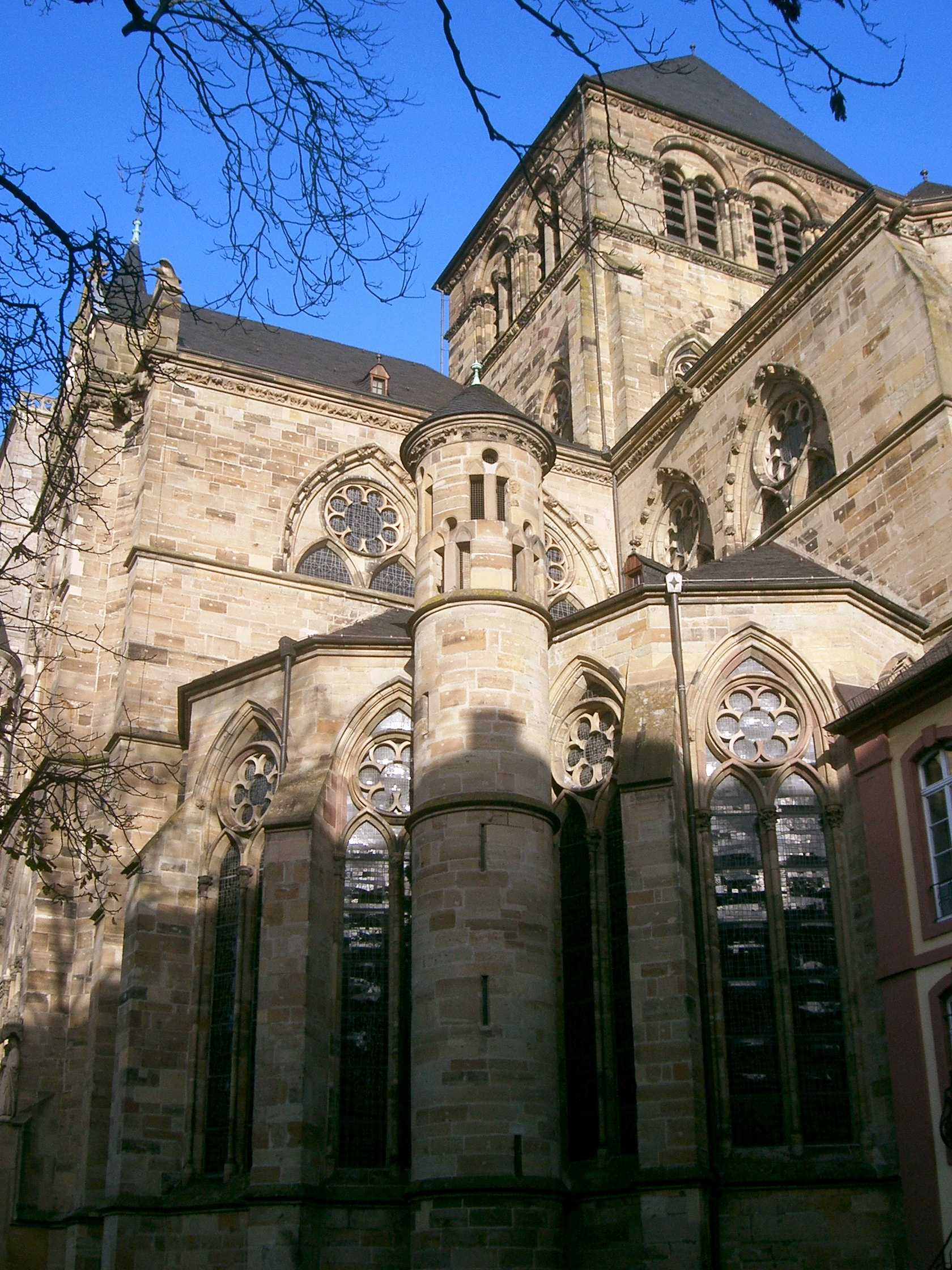
Església de La nostra Senyora de Trèveris (1230)
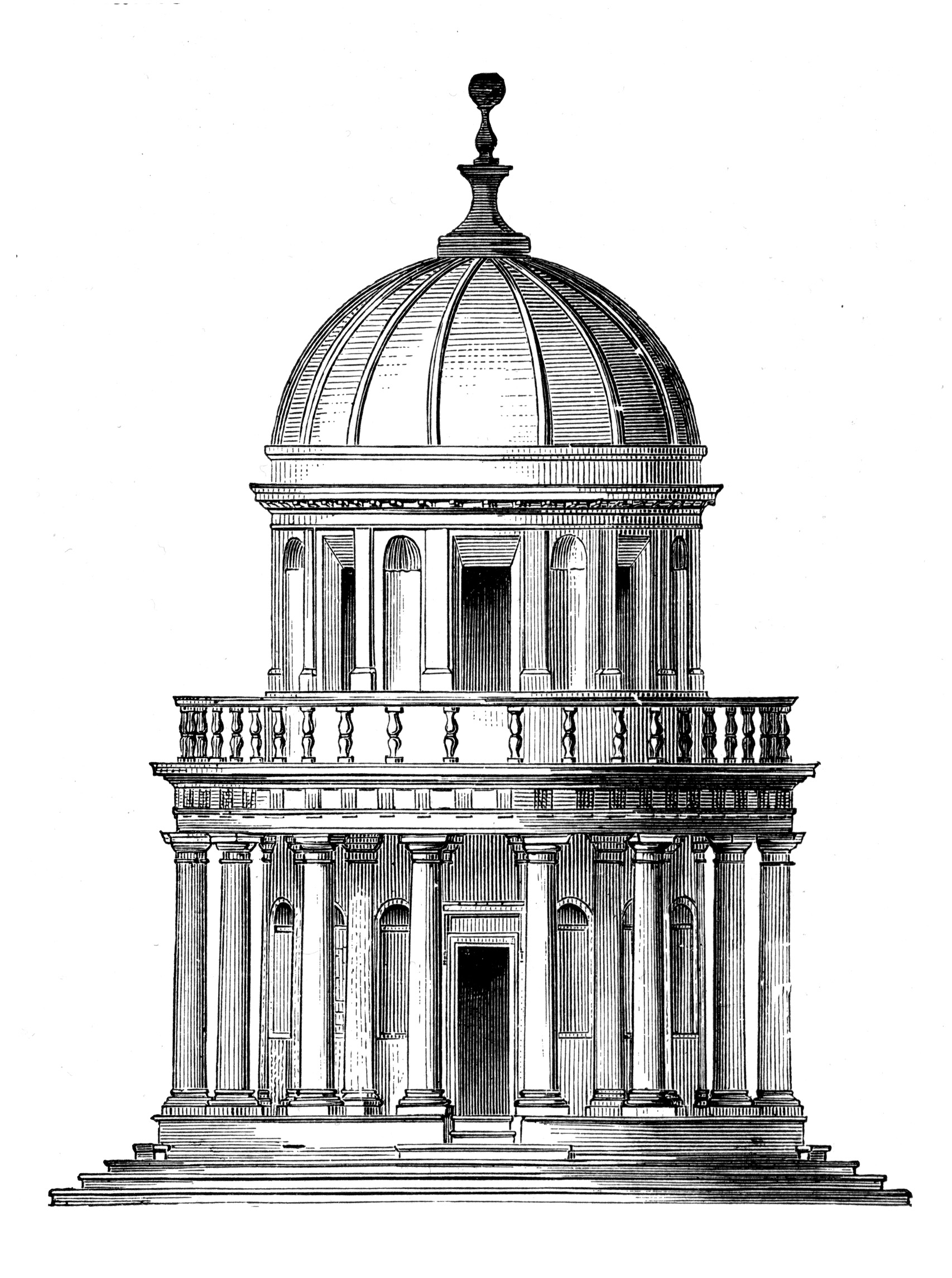
Bramante: Templet de Sant Pietro in Montorio, Roma (1502)

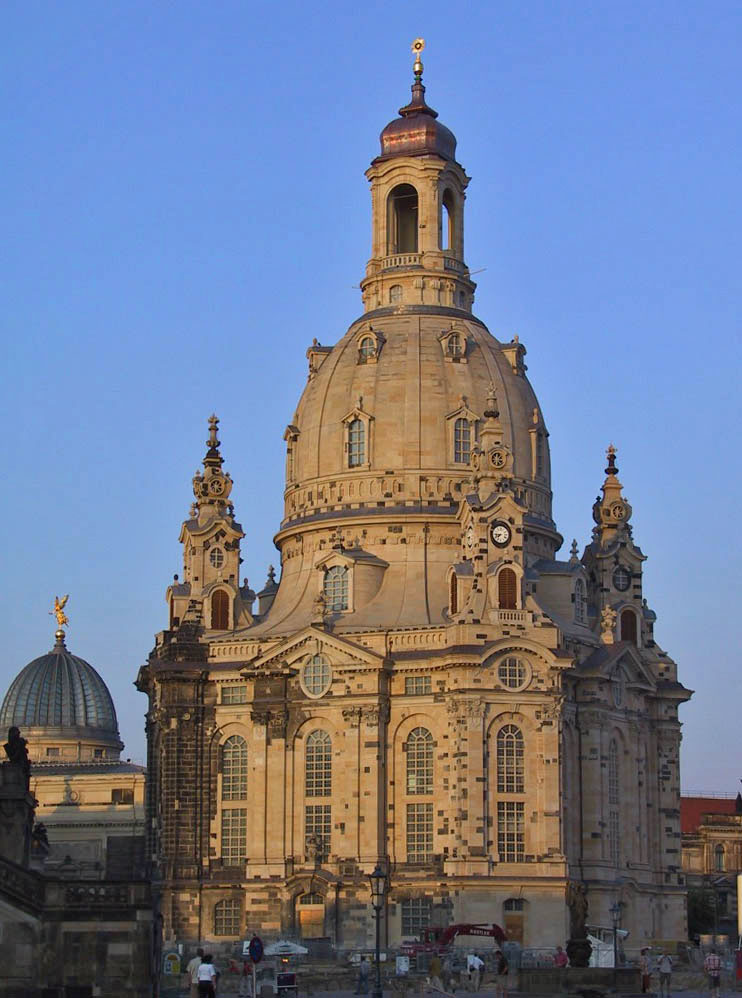
Frauenkirche (Dresden) (1726)
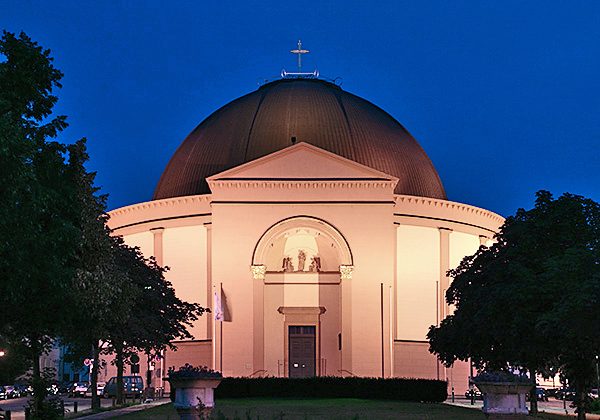
Església de Sant Luis de Darmstadt (1822)
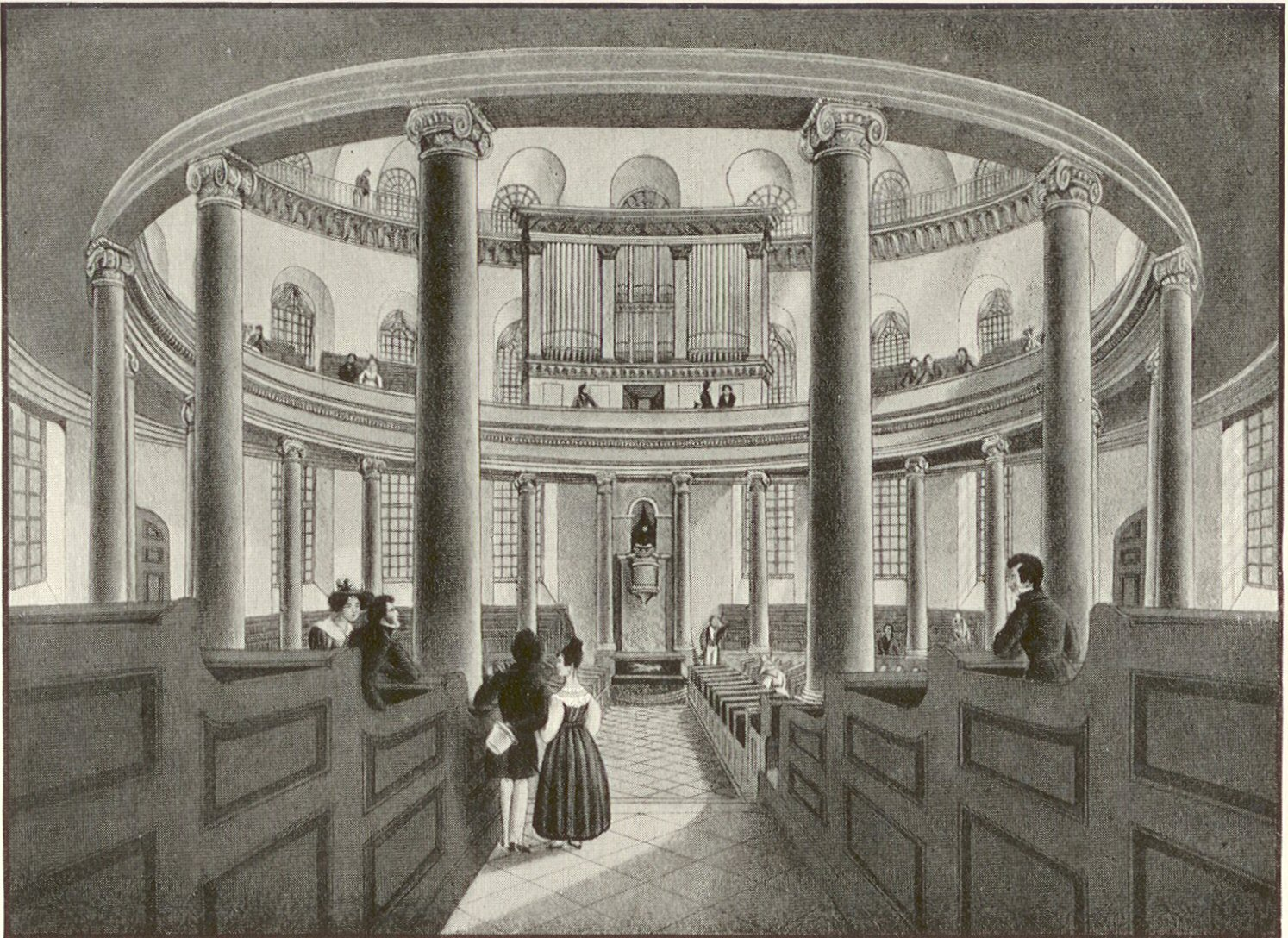
Paulskirche, Vista de l'interior en 1830
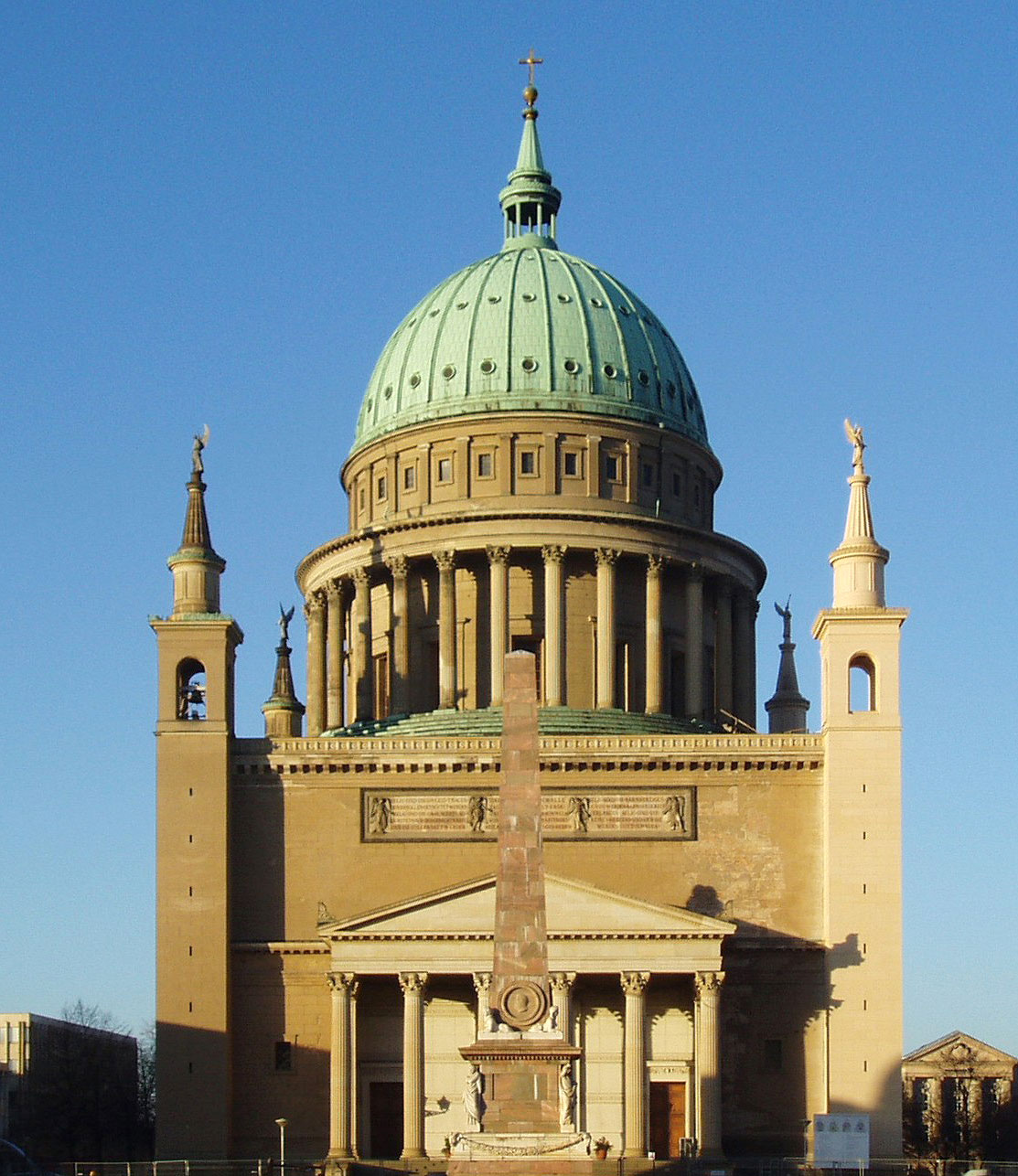
Schinkel: Església de Sant Nicolás (Potsdam) (1830), capella (1842)
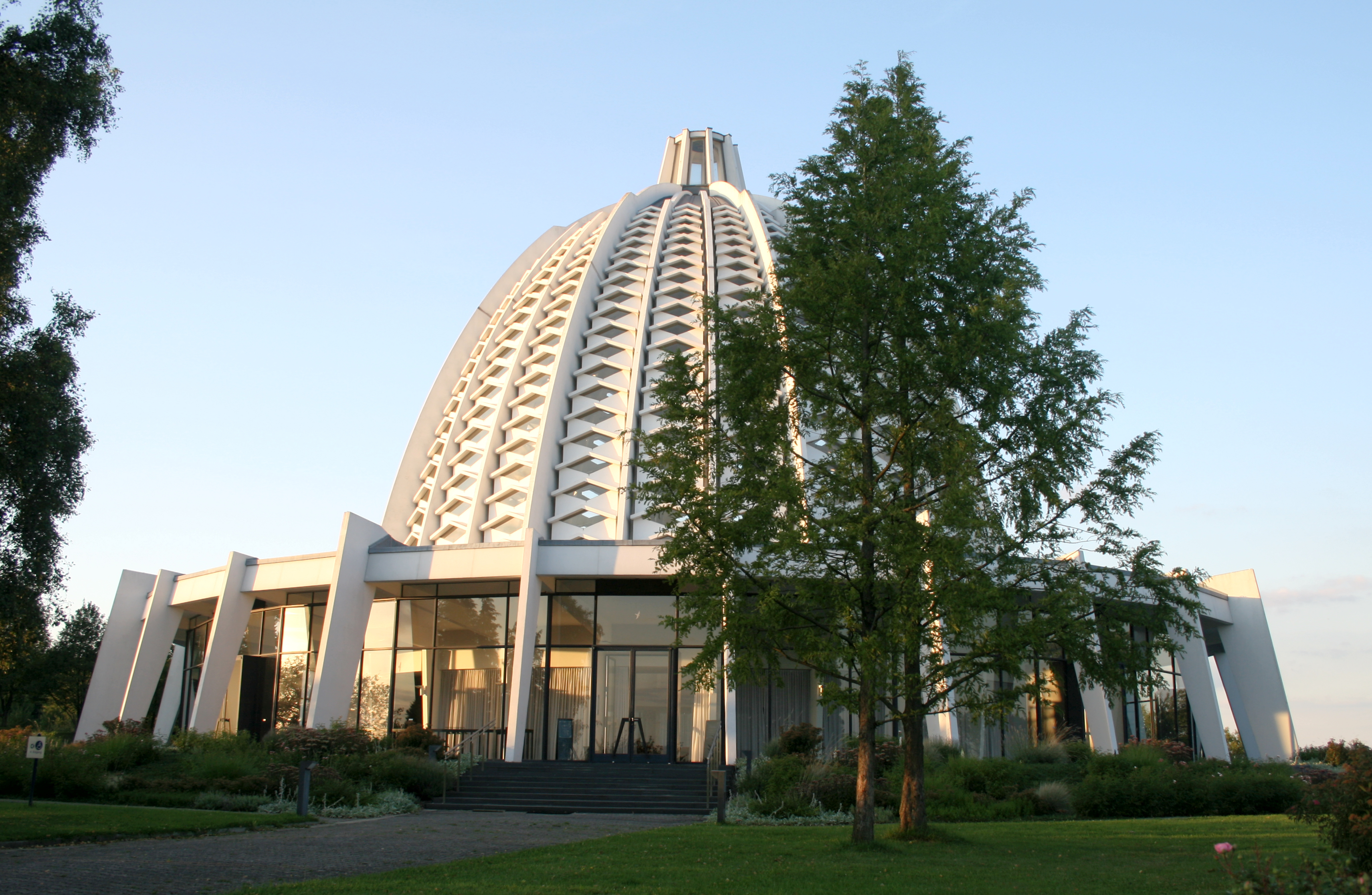
Casa d'Adoración Bahá'í a Frankfurt (1960)